# محمد بن عامر
محمد بن عمر (4 ديسمبر 1959 -- 30 ديسمبر 2010 في الجزائر العاصمة ) كان لاعب كرة قدم جزائري. مثل الجزائر في بطولة العالم للشباب لكرة القدم 1979.

## شخصي
ولد بن عمور في 4 ديسمبر 1959. تم سرد اسمه الأول من قبل مصادر مختلفة مثل محمد ومصطفى ورشيد.

## المسيرة الكروية

### النوادي
بدأ بن عمور مسيرته في صفوف الناشئين في اتحاد الحراش. في نوفمبر 1976، ظهر لأول مرة في مباراة بالدوري ضد مولودية وهران.
في عام 1981، ترك بن عمور اتحاد الحراش وانضم إلى وداد بوفاريك. بقي في النادي لموسم واحد فقط قبل أن يغادر إلى اتحاد العاصمة، حيث مكث بضعة أشهر فقط. ثم واصل اللعب مع سريع غليزان وأمل حيدرة وقضى فترة قصيرة في سوريا قبل أن ينهي مسيرته قبل عيد ميلاده الخامس والعشرين.

### دوليًا
في نوفمبر 1977، وهو يبلغ من العمر 17 عامًا فقط، استدعي بن عمر للمنتخب الجزائري من قبل رشيد مخلوفي لمباراة التأهل لكأس الأمم الأفريقية 1978 ضد زامبيا. ومع ذلك، لم يشارك في المباراة حيث خسرت الجزائر 2-0.
في عام 1978، كان بن عمر عضوًا في الفريق الجزائري تحت 20 عامًا الذي فاز ببطولة الشباب الأفريقية عام 1979. بعد ذلك بعام، كان عضوًا في الفريق الجزائري لأقل من 20 عامًا في بطولة العالم للشباب لكرة القدم 1979. بدأ كل مباريات الجزائر الأربع في البطولة قبل أن تخسر الجزائر أمام الأرجنتين في الدور الثاني.

## الوفاة
في 30 ديسمبر 2010، توفي بن عمر في مستشفى بارني في الجزائر العاصمة. ودُفن في مقبرة العلياء في اليوم التالي. 

## التتويجات
- فاز بـكأس الأمم الأفريقية تحت 20 سنة